# Musa campestris
Musa campestris är en enhjärtbladig växtart som beskrevs av Odoardo Beccari. Musa campestris ingår i släktet bananer, och familjen bananväxter.

## Underarter
Arten delas in i följande underarter:
- M. c. lawasensis
- M. c. limbangensis
- M. c. miriensis
- M. c. sabahensis
- M. c. campestris
- M. c. sarawakensis